# Towan Head
Towan Head (in cornico: Penn Tewyn) è un promontorio a 1 miglio a ovest di Newquay, sulla costa settentrionale della Cornovaglia, nel Regno Unito. È all'estremità occidentale della baia di Newquay. Il promontorio punta a nord e Fistral Beach è immediatamente a sud.